# Grande-Île (Quebec)
Grande-Île (que significa en francés: Isla Grande) es una isla situada en el río San Lorenzo, en Quebec, Canadá, cerca de Salaberry-de-Valleyfield. Parte del archipiélago de Hochelaga, la isla conecta las regiones de Beauharnois-Salaberry y Vaudreuil-Soulanges a lo largo del río San Lorenzo a través de Pont Monseigneur Langlois. Grande-Île era también el nombre de un municipio de la isla que se fusionó con Salaberry-de-Valleyfield el 1 de enero de 2002. Posee 4.365 habitantes según datos de 2006.